# Marie Brugger

Marie Brugger um 1900

Marie Brugger, auch Maria Brugger, geborene „Maria Katharina Weyand“ (* 23. März 1860 in St. Wendel, älteste Tochter der Eheleute Heinrich Karl Weyand und Maria Katharina Schlemmer; † nach 1913) war eine deutsche Schriftstellerin.

## Leben
Brugger interessierte sich schon früh für die Kunst und zeigte Talent für Musik und Poesie. Sie heiratete 1880 in erster Ehe den Geometer Ludwig Crell aus Trier, später den königlichen Regierungsbaumeister Karl Brugger und zog mit ihm zwischen 1895 und 1899 nach München, wo er beim Kriegsministerium angestellt war. Erst Jahre nach ihrer Heirat veröffentlichte sie erste Gedichte und Lieder. Einige ihrer Texte wurden vertont. Im Jahre 1901 zog sie mit ihrem Mann nach Beuthen in Oberschlesien, wo er eine Stelle als Stadtbaurat annahm. Brugger schrieb auch Sing- und Scherzspiele und Humoresken.
Ihr vieraktiges Schauspiel Die Friedenseiche wurde von der zeitgenössischen Kritik als „amüsant… in seinem Dilettantismus“ beschrieben: „Es will in konfusen, völlig unmöglichen Scenen den Anarchismus ad absurdum führen. Oder auch die Sozialdemokratie. Oder sonst eine antiphilisteriöse Doktrin. Klar wird das nicht.“

## Werke
- Die heilige Ursula. Dichtung. Kölner Verlags-Anstalt, Köln 1895.
- Lieder einer kleinen Frau. 	Seitz & Schauer, München 1898.
- Die Friedenseiche. Schauspiel in 4 Akten. Pierson, Dresden/Leipzig 1900.